# Carl Furillo
Carl Furillo, né le 8 mars 1922 et mort le 21 janvier 1989 à Stony Creek Mills, en Pennsylvanie, est un joueur de baseball américain qui a évolué dans la Ligue nationale comme voltigeur de droite de 1936 à 1951 avec les Dodgers de Brooklyn et de Los Angeles. Il a été champion frappeur en 1953 avec une moyenne de 0,344, a été sélectionné sur les équipes d'étoiles en 1952 et 1953, et a fait partie à 7 reprises de l'équipe championne de la Ligue nationale entre 1947 et 1959.

## Biographie

### Baseball mineur
Carl Furillo a fait ses débuts dans le baseball mineur avec l'équipe de Pocmoke City de la ligue Eastern Shore, au salaire de 80$ par mois. Son séjour avec l'équipe de Reading, en Pennsylvanie, une formation de l'Interstate League, lui a permis de faire partie de l'organisation des Dodgers de Broklyn. Évoluant au champ extérieur, il s'est bien vite fait remarquer par la puissance de son bras, ce qui lui a valu le surnom de "The Reading Rifle".

### Carrière dans le baseball majeur
Carl Furillo a complété sa première saison dans le baseball majeur en 1946 dans l'uniforme des Dodgers avec une moyenne au bâton de 0,284 en 117 matchs. Il a fait encore mieux la saison suivante avec une moyenne de 0,295 et 88 points produits, contribuant au premier des sept championnats de la Ligue nationale remportés par l'équipe au cours de sa carrière. Il a connu sa meilleure saison en 1953, gagnant le championnat des frappeurs de la ligue avec une moyenne de 0,344, cognant 21 circuits et faisant produire 92 points.
Furillo a pris part à deux conquêtes de la Série mondiale, en 1955 contre les Yankees de New York, et en 1959 contre les White Sox de Chicago, alors que les Dodgers avaient quitté Broooklyn la saison précédente pour s'établir à Los Angeles.

### Fin de carrière
La fin de carrière de Carl Furillo en 1960 a été marquée par la controverse. Furillo a poursuivi son ancienne équipe en justice, alléguant qu'il avait été libéré alors qu'il était handicapé par une déchirure d'un muscle du mollet subie pendant un match, et qu'ainsi la direction des Dodgers évitait de payer ses frais médicaux et la pension à laquelle il aurait eu droit en complétant la 15e saison de sa carrière. Il a reçu finalement une compensation de 21 000$, mais il devait affirmer plus tard qu'en raison de sa poursuite il avait été exclu de toute possibilité de travail relié au baseball. Il a dû conséquemment gagner sa vie grâce à divers emplois de fortune.
Atteint de leucémie dans les dernières années de sa vie, Furillo est mort en 1989, apparemment d'une crise cardiaque, à l'âge de 66 ans.

## Statistiques en carrière
| Statistiques de frappeur |            |            |      |      |     |      |     |    |     |      |    |     |     |       |
|                          |            |            | PJ   | AB   | PTS | CS   | 2B  | 3B | C   | PP   | BV | BB  | RB  | MOY   |
| Totaux                   | 15 saisons | 15 saisons | 1806 | 6378 | 895 | 1910 | 324 | 56 | 192 | 1058 | 48 | 514 | 436 | 0,299 |